# Salvador Durán

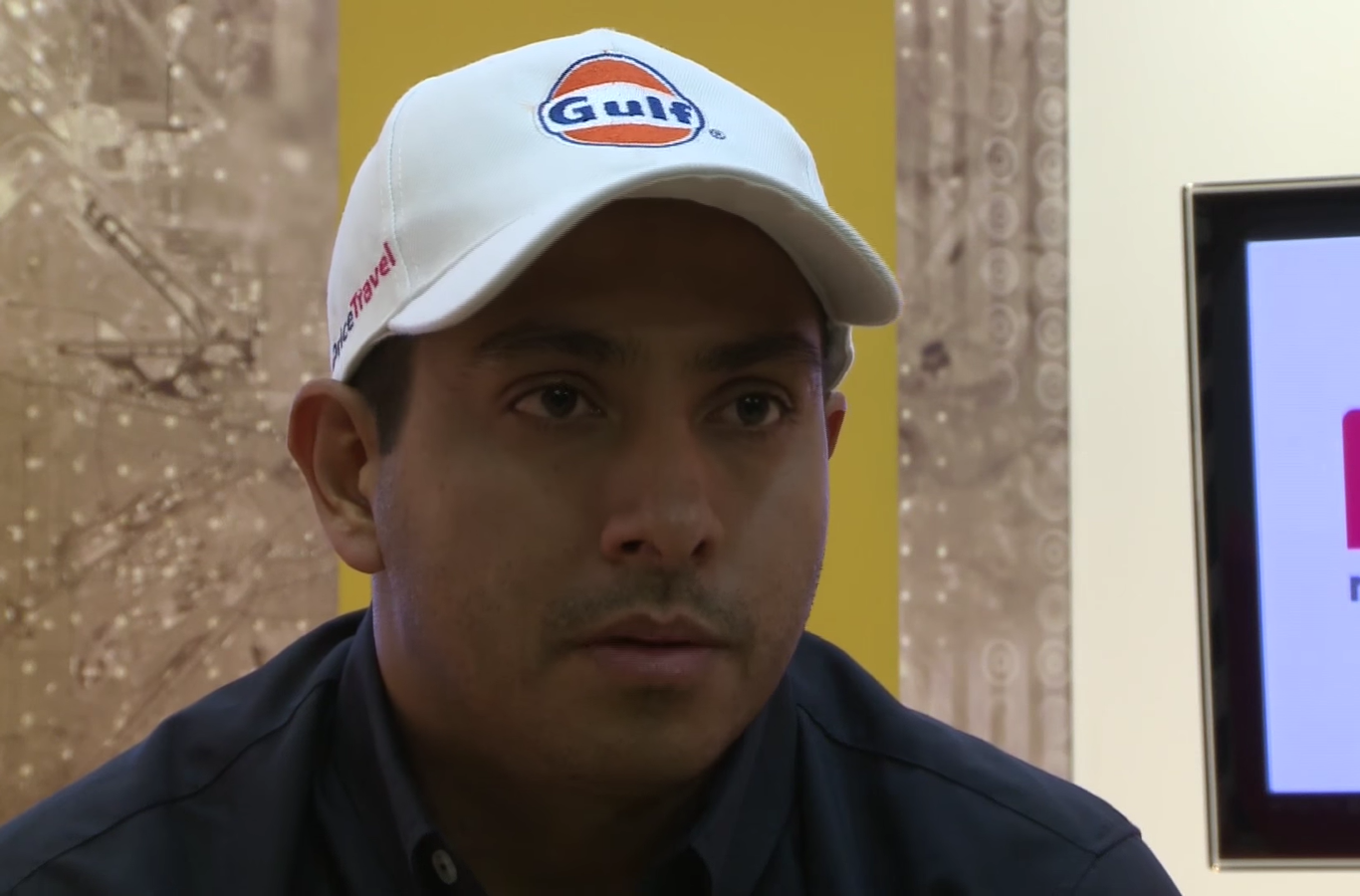
Salvador Durán im Jahr 2016

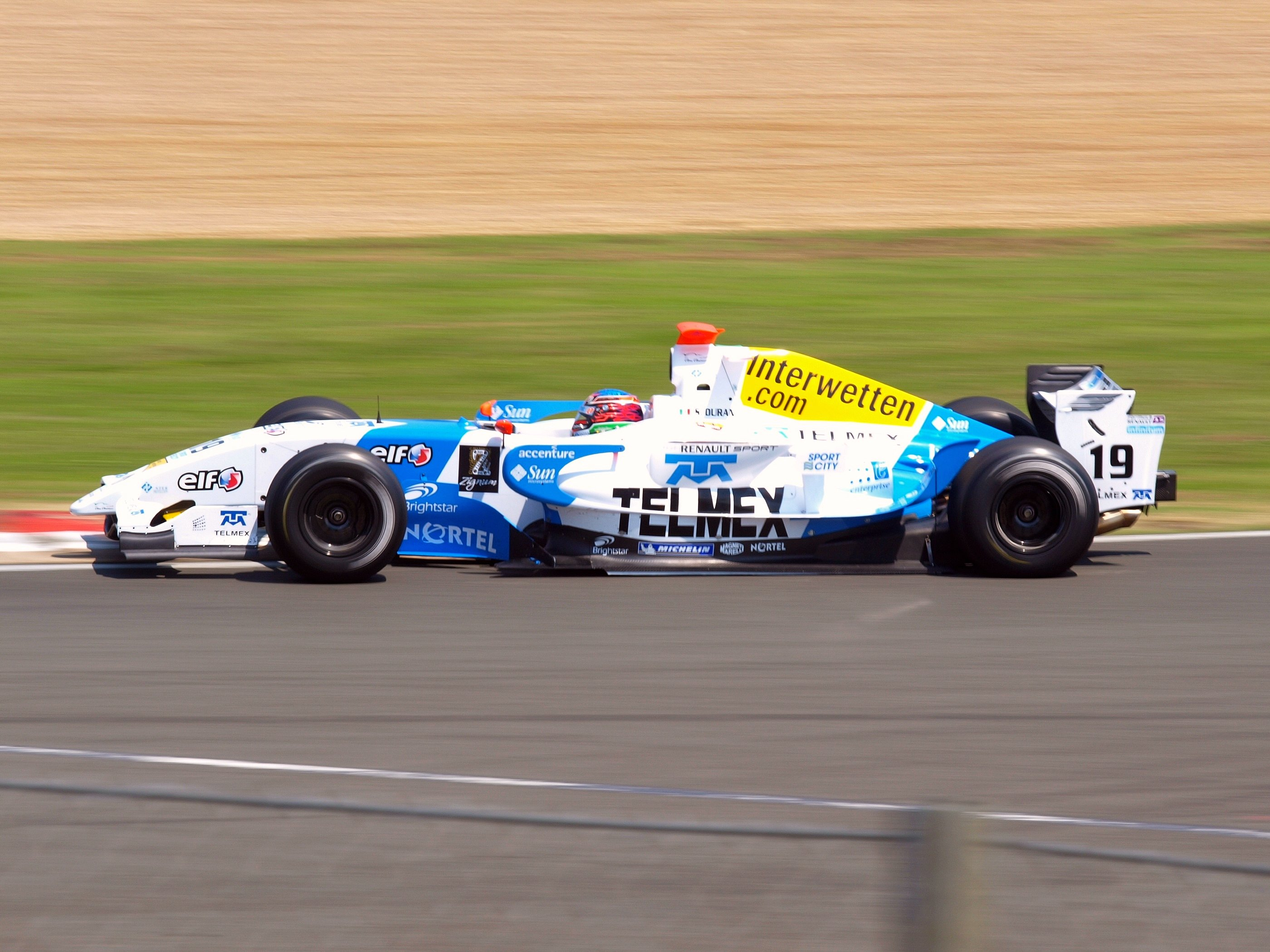
Durán in der Formel Renault 3.5 2008

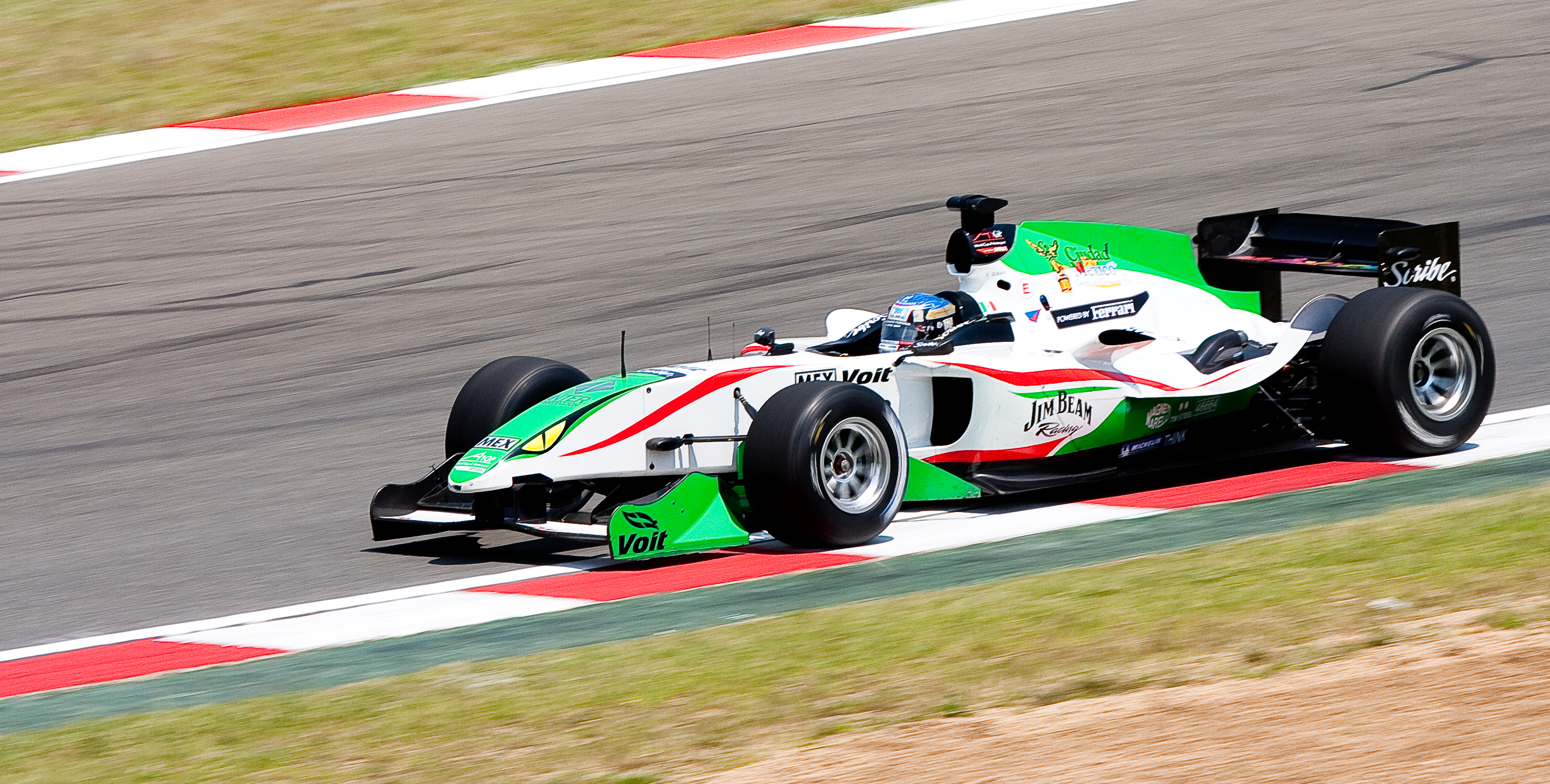
Salvador Durán in der A1GP-Serie 2009

Salvador Durán Sánchez (* 6. Mai 1985 in Mexiko-Stadt) ist ein ehemaliger mexikanischer Automobilrennfahrer. Er gewann 2007 das 24-Stunden-Rennen von Daytona. Von 2005 bis 2009 startete er in der A1GP. In der Formel Renault 3.5 ging er von 2007 bis 2010 an den Start.

## Karriere
Durán begann seine Motorsportkarriere 2000 im Kartsport, in dem er bis 2004 aktiv war. 2002 begann er zudem, an Rennen im Formelsport teilzunehmen und trat zunächst zu einzelnen Rennen der Formel Renault Monza an. 2003 wurde Durán Vizemeister der nationalen Formel Dodge. Mit 162 zu 178 Punkten unterlag er dabei Raphael Matos. Darüber hinaus nahm er an Rennen der Barber Dodge Pro Series, der Fran-Am Formel Renault und der mexikanischen Ford-Mustang-Meisterschaft teil.
2004 wechselte Durán nach Europa und fuhr für Cram Competition sowohl in der italienischen Formel Renault, als auch im Formel Renault 2.0 Eurocup. Während er im Eurocup den 18. Gesamtrang belegte, wurde er in der italienischen Formel Renault mit drei Podest-Platzierungen Achter. In beiden Meisterschaften unterlag er seinem Teamkollegen Pastor Maldonado, der die italienische Serie für sich entschied. 2005 ging Durán für P1 Motorsport in der nationalen Klasse der britischen Formel-3-Meisterschaft an den Start und entschied die nationale Klasse mit neun Wertungssiegen für sich. Im Winter 2005/06 startete Durán in der A1GP-Serie für das mexikanische Team und kam bei acht von elf Rennwochenenden zum Einsatz. Während seine Teamkollegen nur vereinzelt Punkte holten, gelangen ihm zwei Siege in Laguna Seca sowie drei dritte Plätze. Mexiko erreichte den elften Platz in der Teamwertung. Anschließend wechselte er zum britischen Rennstall Hitech Racing und bestritt seine zweite Saison in der britischen Formel-3-Meisterschaft. Durán hielt in dieser Saison nicht mit seinen Teamkollegen James Jakes und James Walker mit und belegte am Saisonende hinter den beiden den zehnten Gesamtrang. Dabei hatte er mehr Ausfälle zu verzeichnen, als seine Teamkollegen zusammen. In der Saison 2006/07 war Durán erneut in der A1GP-Serie aktiv und bestritt neun von elf Veranstaltungen für sein Team. Dabei gelangen ihm vier Podest-Platzierungen. Mexiko erreichte, wie im Vorjahr, den zehnten Gesamtrang.
Zu Beginn des Jahres 2007 gewann Durán zusammen mit Juan Pablo Montoya und Scott Pruett das 24-Stunden-Rennen von Daytona für Chip Ganassi Racing. Im weiteren Saisonverlauf absolvierte Durán ein weiteres Rennen der Rolex Sports Car Series. Im Formelsport erhielt er 2007 bei Interwetten.com ein Cockpit für die Formel Renault 3.5. Bereits beim zweiten Rennen in Monza gelang ihm sein erster Sieg. Mit weiteren drei Podest-Platzierungen belegte er am Saisonende den achten Platz in der Meisterschaft. Mit 64 zu 0 Punkten setzte er sich intern deutlich gegen seinen Teamkollegen Daniil Mowe durch. In der A1GP-Saison 2007/08 startete Durán nur an einem Rennwochenende und erzielte dennoch mehr Punkte als seine Teamkollegen, die die restliche Saison antraten. 2008 blieb er bei Interwetten.com und bestritt seine zweite Formel-Renault-3.5-Saison. Sein neuer Teamkollege war sein Landsmann Pablo Sánchez López. Durán gewann erneut ein Rennen und beendete die Saison auf dem neunten Platz im Gesamtklassement. Mit 61 zu 18 Punkten setzte er sich intern gegen Sánchez López durch. Außerdem fuhr er für Chip Ganassi Racing erneut bei einem Rennen der Rolex Sports Car Series. Im Winter 2008/09 ging Durán erneut bei drei von sieben Veranstaltungen der A1GP an den Start. Dabei gelang ihm ein dritter Platz und er war der einzige Mexikaner, der Punkte erzielt hatte. Durán hatte in der A1GP für Mexiko in den vier Jahren, in den das Team aktiv war, 126 von 135 Punkten eingefahren und alle Podest-Platzierungen, Pole-Positions und schnellsten Runden des Teams erzielt. Im weiteren Verlauf des Jahres 2009 war Durán ohne festes Cockpit. Für Interwetten.com kehrte er für die letzten zwei Rennwochenenden in die Formel Renault 3.5 zurück. Dabei blieb er punktelos. 2010 wechselte Durán in die NASCAR Corona Series erreichte mit zwei Podest-Platzierungen den 23. Platz in der Gesamtwertung. Darüber hinaus nahm er für Interwetten.com erneut am letzten Rennwochenende der Formel Renault 3.5 teil. Er schied in beiden Läufen aus.
Nach einer einjährigen Pause kehrte Durán 2012 in die mexikanische NASCAR-Serie, die nun NASCAR Toyota Series hieß, zurück. In der Gesamtwertung belegte er den 15. Rang. Nach einem weiteren Jahr Pause gab Durán Ende 2014 für Amlin Aguri in der FIA-Formel-E-Meisterschaft sein Comeback im Formelsport und stieg zum dritten Rennen in die Serie ein. Er beendete die Saison auf dem 21. Gesamtrang. Zur FIA-Formel-E-Meisterschaft 2015/16 wechselte Durán zum Trulli Formula E Team, verließ das Team aber bereits vor dem zweiten Rennen. Zum vierten Rennen in Buenos Aires kehrte er zu Aguri zurück und fuhr drei Rennen für das Team, bevor er durch Ma Qinghua ersetzt wurde.

## Statistik

### Karrierestationen
| - 2000–2004: Kartsport - 2002: Formel Renault Monza (Platz 25) - 2003: Nationale Formel Dodge (Platz 2) - 2003: Barber Dodge Pro Series (Platz 21) - 2003: Fran-Am Formel Renault (Platz 30) - 2003: Mexikanische Ford-Mustang-Meisterschaft - 2004: Italienische Formel Renault (Platz 8) - 2004: Formel Renault 2.0 Eurocup (Platz 18) | - 2005: Britische Formel 3, national (Meister) - 2006: A1GP - 2006: Britische Formel 3 (Platz 10) - 2007: A1GP - 2007: Rolex Sports Car Series, DP (Platz 45) - 2007: Formel Renault 3.5 (Platz 8) - 2008: A1GP - 2008: Formel Renault 3.5 (Platz 9) | - 2008: Rolex Sports Car Series, DP (Platz 60) - 2009: A1GP - 2009: Formel Renault 3.5 (Platz 35) - 2010: NASCAR Corona Series (Platz 23) - 2010: Formel Renault 3.5 - 2012: NASCAR Toyota Series (Platz 15) - 2015: Formel E (Platz 21) - 2016: Formel E (Platz 22) |

### Einzelergebnisse in der FIA-Formel-E-Meisterschaft
| Jahr    | Team                  | 1   | 2   | 3   | 4   | 5   | 6   | 7    | 8   | 9   | 10  | 11  | Punkte | Rang |
| ------- | --------------------- | --- | --- | --- | --- | --- | --- | ---- | --- | --- | --- | --- | ------ | ---- |
| 2014/15 | Amlin Aguri           | BEI | PUT | PUN | BUE | MIA | LBH | MON  | BER | MOS | LON | LON | 13     | 21.  |
| 2014/15 | Amlin Aguri           |     |     | 16° | DSQ | 10° | DNF | DNF° | 17  | 6   | 17  | 8   | 13     | 21.  |
| 2015/16 | Trulli Formula E Team | BEI | PUT | PUN | BUE | MEX | LBH | PAR  | BER | LON | LON |     | 0      | 22.  |
| 2015/16 | Trulli Formula E Team | DNP |     |     |     |     |     |      |     |     |     |     | 0      | 22.  |
| 2015/16 | Team Aguri            |     |     |     | DNF | 15° | 14  |      |     |     |     |     | 0      | 22.  |

| Legende                      | Legende       | Legende                                                                 |
| Farbe                        | Abkürzung     | Bedeutung                                                               |
| ---------------------------- | ------------- | ----------------------------------------------------------------------- |
| Gold                         | —             | Sieger                                                                  |
| Silber                       | —             | 2. Platz                                                                |
| Bronze                       | —             | 3. Platz                                                                |
| Grün                         | —             | Platzierung in den Punkten                                              |
| Blau                         | —             | Klassifiziert außerhalb der Punkteränge                                 |
| Violett                      | DNF           | Rennen nicht beendet                                                    |
| Violett                      | NC            | nicht klassifiziert                                                     |
| Rot                          | DNQ           | nicht qualifiziert                                                      |
| Schwarz                      | DSQ           | disqualifiziert                                                         |
| Weiß                         | DNS           | nicht am Start                                                          |
| Weiß                         | WD            | zurückgezogen                                                           |
| Weiß                         | C             | Rennen abgesagt                                                         |
| Blanko                       |               | nicht teilgenommen                                                      |
| Blanko                       | DNP           | gemeldet, aber nicht teilgenommen                                       |
| Blanko                       | INJ           | verletzt oder krank                                                     |
| Blanko                       | EX            | ausgeschlossen                                                          |
| sonstige Formate und Zeichen | P/fett        | Pole-Position                                                           |
| sonstige Formate und Zeichen | kursiv        | Schnellste Rennrunde (ab 2017/18: Schnellste Rennrunde der ersten Zehn) |
| sonstige Formate und Zeichen | unterstrichen | Führender in der Gesamtwertung                                          |
| sonstige Formate und Zeichen | °             | FanBoost                                                                |
| sonstige Formate und Zeichen | *             | nicht im Ziel, aufgrund der zurückgelegten Distanz aber gewertet        |
| sonstige Formate und Zeichen | ( )           | Streichresultat                                                         |